# Rajongás (film)
A Rajongás (Paradis perdu) 1939-ben bemutatott fekete–fehér francia játékfilm Abel Gance rendezésében. 
Magyarországon 1940. február 26-án mutatták be ezen a címen. Georges Sadoul filmtörténetének magyar fordításában (és az eredeti címnek megfelelő) címe: Elveszett paradicsom.

## Cselekménye
Pierre Leblanc fiatal, tehetséges festő és Janine, a párizsi Calou divatszalon alkalmazottja egy mulatságon találkoznak és együtt töltenek néhány vidám órát. Később Janine véletlenül a nyomára akad: egy estélyi ruhát szállít Vorochine hercegnőnek, aki épp ugyanabban a házban lakik, ahol Pierre. A hercegnő visszaadja a ruhát, mert nem tetszik neki, Pierre pedig átalakítja, és Janine ezzel az estélyivel egy bálon ruhaversenyt nyer. Janine főnöke, Calou felveszi Pierre-t modelltervezőnek. A fiatalok összeházasodnak, de nászútjuk idején kitör a háború, és Pierre azonnal bevonul. Később megtudja, hogy kislányuk született, ám Janine a szülésbe belehalt. Elkeseredésében a gyermeket vádolja és a kis Jeanette nevelését egykori házmesternőjére bízza. 
A háború után megtudja, hogy Lesage divattervező szalonja az ő tervrajzai alapján készít ruhákat. Vorochine hercegnő adta oda a rajzokat, és ezért Pierre-nek szép járandóságot biztosított. Pierre újra bekapcsolódik a divatszakmába és híres divatdiktátorrá válik. Évekkel később magához veszi és megszereti gyermekét, aki a megtévesztésig hasonlít anyjára. Pierre megismerkedik egy fiatal lánnyal, Laurence-szal, akit el is venne feleségül. Lánya azonban szerelmes Laurence bátyjába, Gérard-ba, aki nem egyezne bele egy ilyen rokonságba. Így Pierre feláldozza magát: lemond házassági tervéről, hogy így biztosítsa Jeanette boldog jövőjét.  

## Főszereplők
| Szerep                                                                | Színész          | Magyar hang | Magyar hang                                                                                        |
| Szerep                                                                | Színész          | 1. szinkron | 2. szinkron                                                                                        |
| --------------------------------------------------------------------- | ---------------- | --- | -------------------------------------------------------------------------------------------------- |
| Pierre Leblanc festőművész                                            | Fernand Gravey   | Kovács István | Kassai Károly                                                                                      |
| Szonja Vorosina orosz hercegnő                                        | Elvire Popesco   | Maija-Liisa Márton | Orosz Anna                                                                                         |
| Janine Mercier / Jeannette Leblanc, Pierre és Janine leánya           | Micheline Presle | Tóth Enikő | (n. a.)                                                                                            |
| Raoul Calou divattervező, Janine főnöke                               | André Alerme     | (n. a.) | (n. a.)                                                                                            |
| Bernard Lesage divattervező, aki lemásolja Pierre modelljeit          | Robert Pizani    | (n. a.) | (n. a.)                                                                                            |
| Laurence Aubrigeot, akivel az idős Pierre próbálja újraépíteni életét | Monique Rolland  | (n. a.) | (n. a.)                                                                                            |
| Edouard Bordenave, Pierre gazdag szponzora                            | Robert Le Vigan  | (n. a.) | (n. a.)                                                                                            |
| Mme Bonneron, portásnő                                                | Jane Marken      | (n. a.) | (n. a.)                                                                                            |
| Gérard Aubrigeot tengerész, Laurence fivére, Jeannette-be szerelmes   | Gérard Landry    | (n. a.) | (n. a.)                                                                                            |
| Irène                                                                 | Gaby Andreu      | (n. a.) | (n. a.)                                                                                            |
| További magyar hangok                                                 | ?                | Erdélyi Mari, Felföldi László, Kiss László István, Koroknay Géza, Márton András, Pápai Erika, Sáfár Anikó, Surányi Imre | Beratin Gábor, Juhász Zoltán, Konrád Antal, Lázár Sándor, Solecki Janka, Tóth Roland, Zakariás Éva |